# GLAMOR

Die Linux-Grafikarchitektur mit GLAMOR

GLAMOR ist eine Programmbibliothek, die die 3D-Fähigkeiten einer Grafikkarte zur Beschleunigung des 2D-Rendering verwendet. Glamor ist ab Version 1.16 Teil des X-Servers, wo sie als  2D-Treiber angesiedelt ist. Glamor ist hardwareunabhängig und benutzt OpenGL-Funktionen und -Shader um 2D-Objekte darzustellen.
Glamor muss von jedem Treiber implementiert werden, was bisher bei radeonsi, nouveau, modesetting und Intels freiem Grafiktreiber geschehen ist. nouveau hat die Unterstützung inzwischen jedoch wieder entfernt und verweist stattdessen auf den modesetting-Treiber.
Das Ziel von Glamor ist alle bisherigen DDX (englisch device dependent X drivers, deutsch geräteabhängige X-Treiber), also XAA, EXA, UXA und SNA als Beschleunigungsbibliothek abzulösen.
Glamor kann bestimmte Operationen stark beschleunigen, bisher ist EXA jedoch meist etwas schneller als GLAMOR, was die Benchmark GtkPerf zeigt.
| 3D-Treiber | Unterstützung für EXA | Unterstützung für GLAMOR | Unterstützung für SNA (SandyBridge's New Acceleration) |
| ---------- | --------------------- | ------------------------ | ------------------------------------------------------ |
| r300g      | ja                    | nein                     | —                                                      |
| r600g      | ja                    | ja                       | —                                                      |
| radeonsi   | nein                  | ja                       | —                                                      |
| intel      | ja                    | ja                       | ja                                                     |
| nouveau    | ja                    | nein                     | —                                                      |